# Jemniště
Jemniště je malá vesnice část obce Postupice v okrese Benešov. Nachází se dva kilometry severovýchodně od Postupic. Jemniště je také název katastrálního území o rozloze 2,94 km². V katastrálním území Jemniště leží i Lísek a Sušice.

## Historie
První písemná zmínka o vesnici pochází z roku 1381.

## Pamětihodnosti
- Barokní nový zámek Jemniště s anglickým parkem západně od vesnice
- Barokní starý zámek Jemniště přestavěný z renesanční tvrze
- Novogotická kaplička (zvonička) z 19. století na návsi[5]
- Kaple Nanebevzetí Panny Marie s rodovou hrobkou Šternberků. Původní stavba z roku 1652 byla neogoticky upravena v roce 1860. Filip ze Šternberka (1852–1924) v ní nechal zřídit rodovou hrobku. Průčelí zdobí tři znaky, mezi nimi je šternberský erb. V interiéru, který je sklenut křížovou klenbou, vyniká oltář se sochou Panny Marie a postranní obrazy sv. Alžběty a sv. Josefa od G. Roubalíka z roku 1902. Ve zdi kaple je deska z roku 1899, která připomíná Zdeňka ze Šternberka (1885–1889, zemřel ve 14 letech na selhání srdce po onemocnění kloubovým revmatismem).[5][6]

## Další fotografie

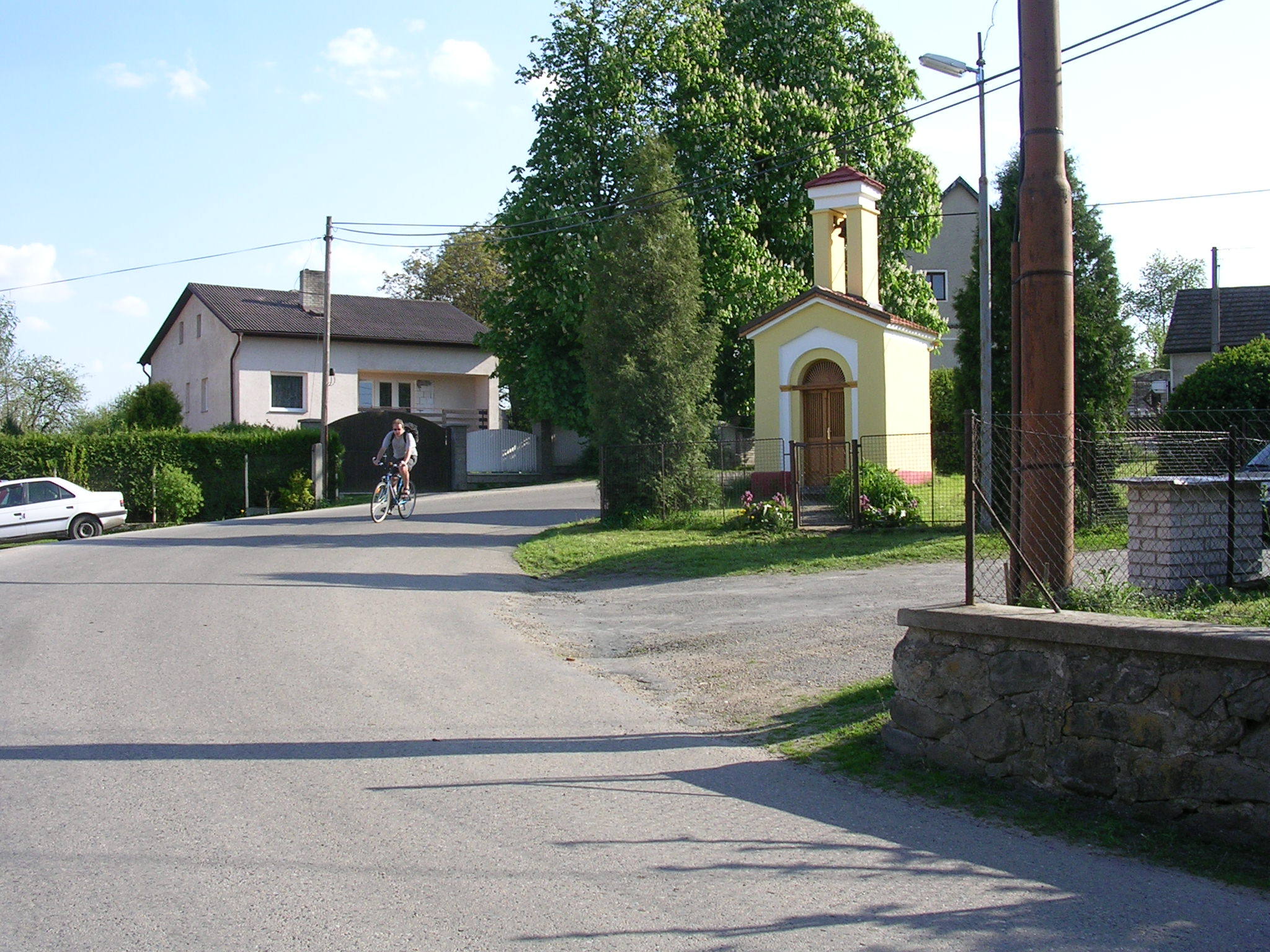
Kaplička se zvonicí na malé návsi
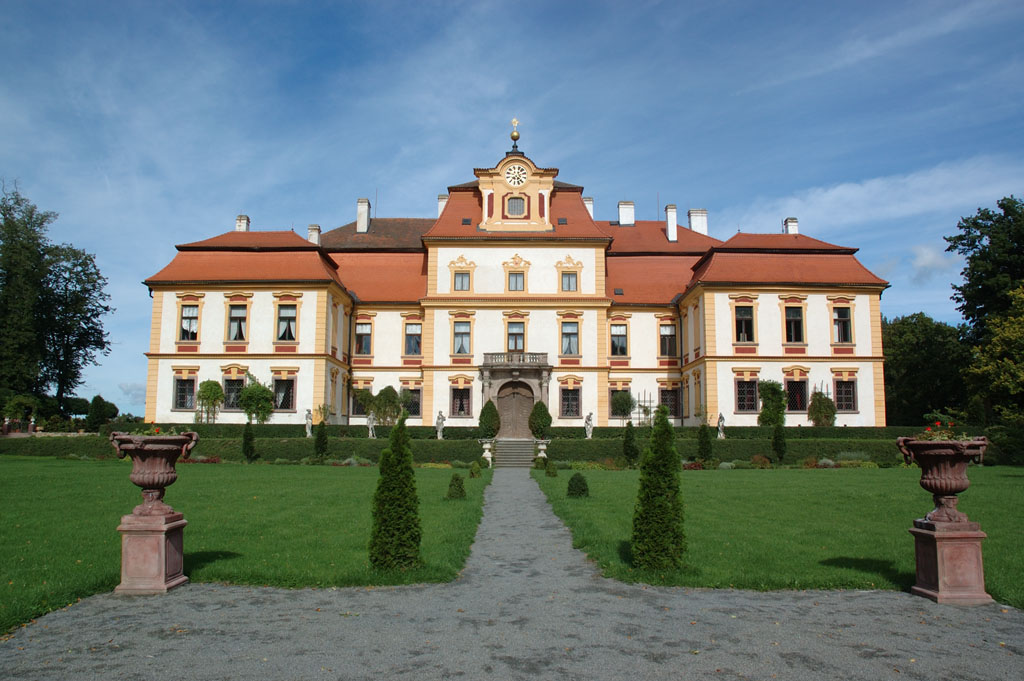
Barokní zámek Jemniště
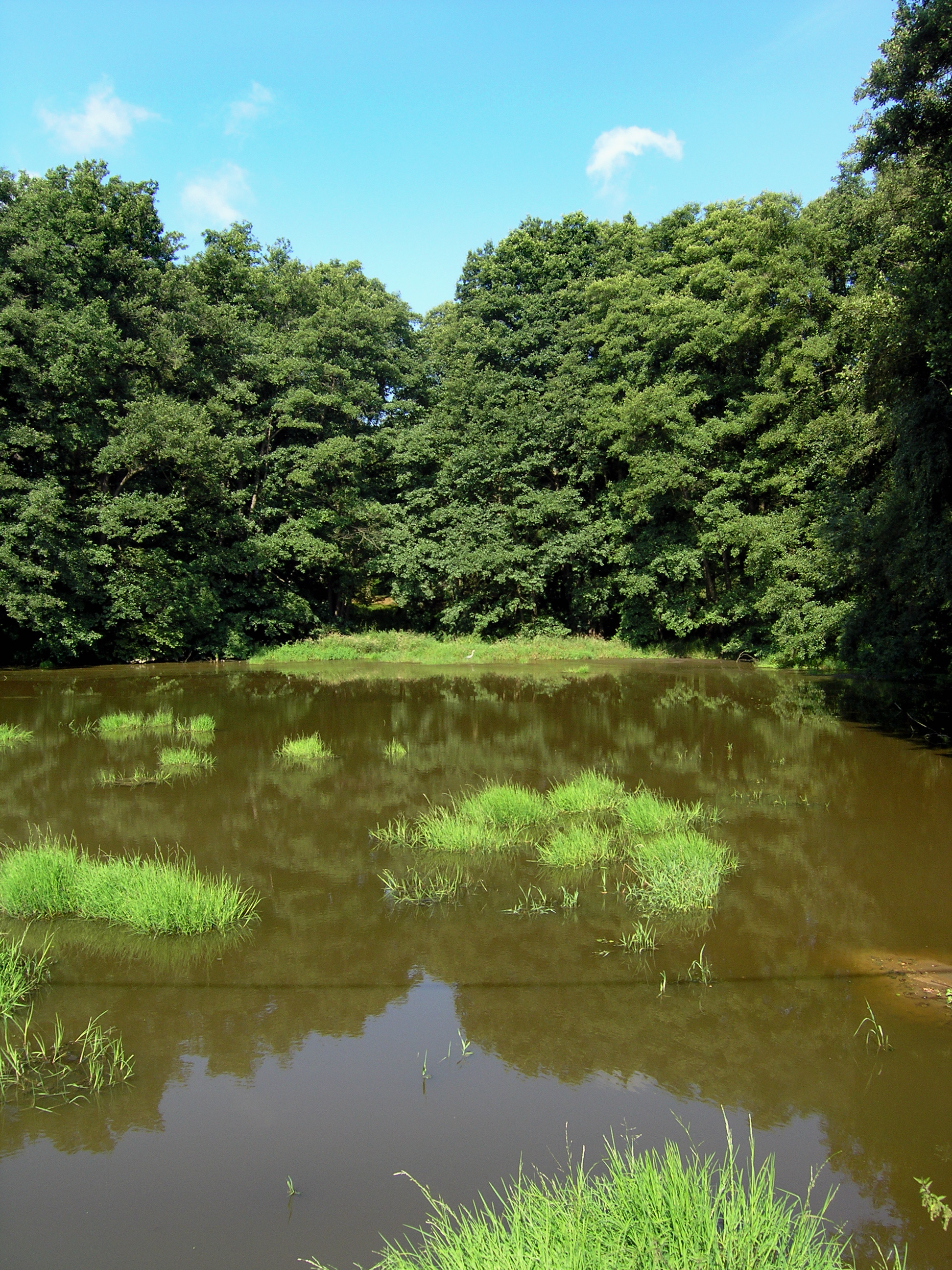
Jeden ze zámeckých rybníků
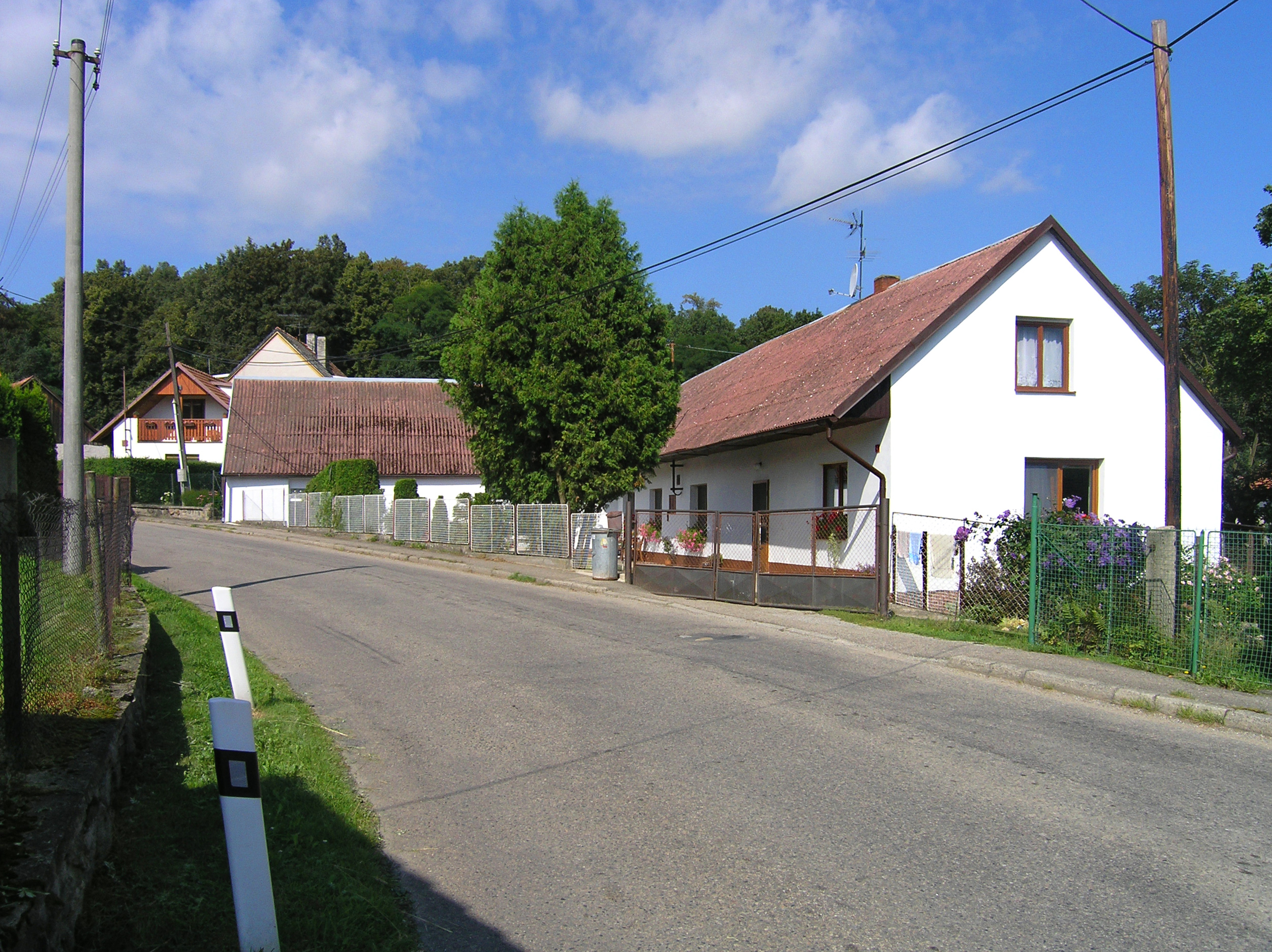
Domky ve střední části vesnice